# Ator infantil

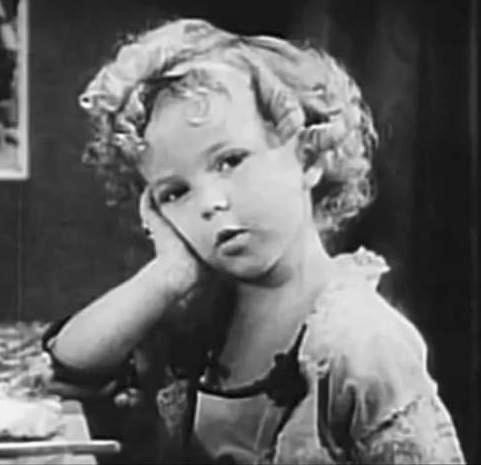
Shirley Temple (1928-2014), a mais famosa atriz infantil da história do cinema

Ator infantil (no Brasil também chamado ator mirim) é a denominação que se dá para as crianças que alcançaram reconhecimento profissional como atores ainda na infância (idade inferior a 14 anos). Geralmente é aplicado a uma criança que atua no palco ou em filmes ou na televisão, mas também a um adulto que iniciou sua carreira como criança. Para evitar confusão, o último também é chamado de ex-ator ou atriz infantil. Intimamente associado é ator ou atriz adolescente, um ator ou atriz que alcançou popularidade como um adolescente.
A qualificação "mirim" ocorre exclusivamente no Brasil e tem sua origem na palavra tupi mi'rĩ que significa "pequeno".
Muitos atores infantis se vêem lutando para se adaptar quando se tornam adultos. Lindsay Lohan e Macaulay Culkin são dois atores infantis famosos que eventualmente tiveram muita dificuldade com a fama adquirida em uma idade jovem. Muitos atores mirins também se tornam atores adultos bem-sucedidos, sendo Jodie Foster um exemplo perfeito de sua carreira, que inclui filmes como Taxi Driver, de 1976, O Silêncio dos Inocentes, de 1991, e The Brave One, de 2007.

## Regulamento
Nos Estados Unidos, as atividades dos atores infantis são reguladas pelo sindicato governante, se houver, e pelas leis estaduais. Alguns projetos filmam em locais remotos especificamente para fugir de regulamentações destinadas a proteger a criança. Horas de trabalho mais longas ou acrobacias arriscadas proibidas na Califórnia, por exemplo, podem ser permitidas em um projeto filmado na Colúmbia Britânica. A lei federal dos EUA "especificamente isentava os menores que trabalhavam no ramo de entretenimento de todas as disposições das Leis do Trabalho Infantil". Qualquer regulação de atores infantis é governada por leis estaduais díspares.

### Califórnia
Devido à grande presença da indústria de entretenimento na Califórnia, ela possui algumas das leis mais explícitas que protegem atores mirins. Sendo menor de idade, um ator infantil deve garantir uma permissão de trabalho de entretenimento antes de aceitar qualquer trabalho de execução paga. As leis de educação obrigatória determinam que a educação do ator infantil não seja interrompida enquanto a criança estiver trabalhando, quer o ator infantil esteja matriculado em escola pública, escola particular ou até mesmo em casa como ensino doméstico. A criança faz o seu trabalho escolar sob a supervisão de um professor de estúdio enquanto está no set.

## Problemas

### Propriedade dos ganhos
Antes da década de 1930, muitos atores mirins nunca conseguiam ver o dinheiro que ganhavam porque não eram responsáveis por esse dinheiro. Jackie Coogan ganhou milhões de dólares trabalhando como ator infantil apenas para ver a maior parte desperdiçada por seus pais. Em 1939, a Califórnia ponderou sobre essa controvérsia e promulgou a Coogan Act, que exige que uma parte dos ganhos de uma criança seja preservada em uma conta de poupança especial chamada de fiança bloqueada. Uma confiança que não é ativamente monitorada também pode ser problemática, como no caso de Gary Coleman, que depois de trabalhar em 1974, processou seus pais adotivos e ex-assessor de negócios por 3,8 milhões de dólares por apropriação indébita de seu fundo fiduciário.

### Problemas pós-sucesso
O fracasso em manter o estrelato e o sucesso e a exposição em tenra idade à fama fizeram com que muitos atores mirins tivessem vidas adultas atormentadas por problemas legais, falências e abuso de drogas.
Exemplos incluem membros do elenco infantil da sitcom americana Diff'rent Strokes Todd Bridges, Gary Coleman e Dana Plato. Plato passou a posar para a revista Playboy em junho de 1989 e foi destaque em vários filmes de pornografia softcore. Ela foi presa duas vezes por assalto à mão armada e falsificação de prescrições, e morreu em maio de 1999 de uma overdose de medicação por prescrição, considerada suicida. Coleman processou famosamente seus pais por uso indevido de seu fundo fiduciário e, embora tenha recebido mais de 1 milhão de dólares, pediu concordata em 1999. Depois de muitas acusações de assalto ao longo dos próximos anos, Coleman morreu em maio de 2010. Bridges foi atormentado por muitos problemas legais, além de um vício em cocaína. Depois de quebrar esse hábito, ele viajou pelos EUA, fazendo turnês em escolas e alertando sobre os perigos do abuso de drogas. Ele já fez várias aparições em vários programas de televisão.
Diversos atores mirins teriam problemas judiciais após a infância, são os casos de Corey Feldman (posse de heroína), Edward Furlong (uso de drogas e violência doméstica nas atrizes Rachael Bella e Monica Keena), Macaulay Culkin (posse de drogas), Tatum O'Neal, Brian Bonsall (agressão a namorada e uso de drogas),
 Amanda Bynes, Jake Lloyd, Orlando Brown (porte de drogas e violência doméstica), Daveigh Chase, Joey Cramer (assalto a banco), Shaun Weiss (uso de drogas), Dustin Diamond, Jason James Richter (violência doméstica), Aaron Carter (posse de drogas), Linda Blair (tráfico de cocaína e posse de anfetaminas), Kim Richards (invasão, intoxicação pública, resistência e agressão a um policial), Allison Mack, em 2018, Mack foi presa pelo FBI sob a acusação de tráfico sexual, conspiração para tráfico sexual e conspiração para trabalho forçado.
A popular série televisiva Full House fez de estrelas infantis Jodie Sweetin e as gêmeas Olsen. Após o show, Sweetin passou a desenvolver um vício em metanfetamina, assim como o alcoolismo. Mais tarde, ela superou isso e escreveu um livro de memórias descrevendo suas experiências. Mary-Kate Olsen e Tracey Gold (Growing Pains) desenvolveram transtornos alimentares, para os quais foram tratados com reabilitação intensiva. Anissa Jones, do Family Affair, sofreu uma overdose em 28 de agosto de 1976, aos 18 anos.
Jonathan Brandis, que apareceu em vários filmes quando criança e adolescente, tirou sua vida em 2003 aos 27 anos de idade devido à razões possivelmente relacionadas à sua falta de sucesso na vida adulta. Da mesma forma, Sawyer Sweeten, um ator infantil que interpretou Geoffrey Barone na sitcom americana Everybody Loves Raymond, tirou sua vida em 2015 aos 19 anos de idade após um período de depressão. Drew Barrymore era notória por suas brincadeiras ilegais e públicas logo após seu primeiro papel em E.T. - O Extraterrestre. Barrymore admite fumar cigarros aos nove anos, beber álcool quando tinha onze anos, fumar maconha aos dez anos e cheirar cocaína aos doze anos. Ela tentou tirar a sua vida aos quatorze e na época foi internada numa clínica de reabilitação. O parceiro de Drew Barrymore no mesmo filme, Henry Thomas, também já foi preso por embriaguez ao volante.
Outro exemplo popular hoje em dia de atores mirins com problemas pós-sucesso seria Lindsay Lohan. Famosa por seus papéis em The Parent Trap (1998), Freaky Friday (2003), Confessions of a Teenage Drama Queen (2004), Meninas Malvadas (2004), Herbie: Fully Loaded (2005), Just My Luck (2006) e Georgia Rule (2007), Lohan, desde então, teve muitos problemas com a lei. Em maio de 2007, Lohan foi presa sob a acusação de dirigir sob o efeito do álcool (DUI). Lohan entrou na reabilitação de Promises Treatment Centers onde permaneceu por 45 dias. Em julho daquele ano, a menos de duas semanas da reabilitação, Lohan foi presa uma segunda vez sob a acusação de posse de cocaína, dirigindo sob a influência e dirigindo com uma licença suspensa. Em agosto, Lohan se declarou culpada de contravenção por uso de cocaína e dirigir sob influência e foi condenada a um programa de educação sobre álcool, serviço comunitário, um dia na cadeia, e recebeu três anos de liberdade vigiada. No mesmo mês, Lohan entrou no Cirque Lodge Treatment Center em Sundance, Utah por um terceiro período na reabilitação, permanecendo por três meses até sua alta em outubro. Em novembro, Lohan cumpriu 84 minutos de prisão. Um porta-voz do xerife citou a superlotação e a natureza não-violenta do crime como razões para a sentença reduzida.
Em 1990, o ator e escritor Paul Petersen fundou um grupo de apoio para crianças-atores, "A Minor Consideration", após outro ex-astro infantil, Rusty Hamer, ter tirado sua vida. O grupo busca melhorar as condições de trabalho dos atores infantis e auxiliar na transição para a vida adulta, seja na atuação ou em outras profissões.

## Sucesso pós-infância

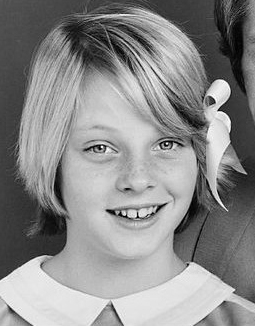
Jodie Foster em 1974

Há muitos casos de vidas adultas problemáticas devido ao ambiente estressante a que os atores infantis são submetidos. É comum ver um ator infantil crescer na frente da câmera, seja em filmes, programas de televisão ou ambos. No entanto, não é incomum ver atores infantis continuarem suas carreiras ainda como atores ou em um campo profissional diferente.
Jodie Foster começou a atuar aos 3 anos de idade, tornando-se a atriz infantil por excelência durante os anos 1970 com papéis em filmes como Tom Sawyer (1973) Alice Doesn't Live Here Anymore (1974), Taxi Driver (1976), Bugsy Malone (1976), The Little Girl Who Lives Down the Lane (1976), e Freaky Friday (1977). Aos 14 anos, ela recebeu sua primeira indicação ao Oscar e mais tarde tirou um ano sabático de filmes para estudar na Universidade de Yale. Ela fez uma transição bem sucedida para papéis adultos, ganhando dois Oscars de Melhor Atriz antes dos 30 anos, e estrelando vários filmes de sucesso e aclamados como; The Accused (1988), The Silence of the Lambs (1991), Nell (1994), Maverick (1994), Contact (1997), e The Brave One (2007). Assim, estabelecendo-se como uma das atrizes mais talentosas de todos os tempos. Ela também se aventurou a dirigir, com seus créditos diretos incluindo filmes como Little Man Tate (1991) e Money Monster (2016) e programas de televisão como House of Cards, Orange Is the New Black e Black Mirror.
Agora adultos, os três protagonistas da série de filmes Harry Potter (Daniel Radcliffe, Rupert Grint e Emma Watson) estrelaram todos os filmes da série, e continuam a atuar no cinema, na televisão e no teatro em seus vinte e tantos e trinta e poucos anos.
Dakota Fanning, que ganhou destaque depois de sua grande performance aos sete anos de idade no filme I Am Sam, de 2001. Seu desempenho lhe rendeu uma indicação para o Screen Actors Guild Award aos oito anos de idade em 2002, fazendo dela a mais jovem candidata da história da SAG. Mais tarde, ela apareceu em mega produções de Hollywood em filmes de grande sucesso aclamado como Sweet Home Alabama, War of the Worlds, Charlotte's Web, Hounddog, The Secret Life of Bees, Coraline, The Runaways, The Motel Life, e série de filmes The Twilight Saga. A irmã mais nova de Fanning, Elle Fanning, também se destacou como atriz infantil, tendo atuado em muitos filmes desde antes de completar 3 anos.
Miranda Cosgrove, conhecida principalmente por seu papel em Drake & Josh quando criança, ganhou mais atenção em seu papel como uma adolescente no show iCarly. Desde o final do programa, ela foi destaque em outros papéis, incluindo a voz de Margo na franquia Despicable Me. Uma vez que ela era maior de idade, ela decidiu fazer um diploma universitário em cinema na University of Southern California.
Shirley Temple tornou-se uma figura pública e diplomata que começou nos anos 60. Alguns de seus deveres incluíam representar as Nações Unidas e se tornar uma embaixadora dos EUA em países como Gana e Tchecoslováquia.
Mary-Kate Olsen foi tratada por um distúrbio alimentar, considerada anorexia, mas sua irmã gêmea permaneceu menos perturbada. Em um artigo com a revista Marie Claire, Mary-Kate expressou a natureza agridoce da infância das gêmeas, "Eu olho para fotos antigas de mim mesma, em filmes e séries, e não me sinto conectada a elas de jeito nenhum". As gêmeas agora continuam tendo sucesso na indústria da moda, com um patrimônio líquido estimado de aproximadamente 100 milhões de dólares.
Drew Barrymore começou a atuar aos três anos de idade. Durante sua infância ela teve problemas com drogas, mas hoje ela continua a atuar em filmes. Natalie Portman fez uma pequena pausa para se formar em Psicologia pela Universidade de Harvard antes de continuar sua carreira como atriz. Rider Strong, conhecido como “Shawn Hunter” em Boy Meets World, foi educado na Columbia University e agora dirige um blog de sucesso e publicou uma graphic novel. Neil Patrick Harris começou sua atuação em Doogie Howser, M.D. Ele continua a atuar na televisão, filmes e teatro.
Jonathan Lipnicki, conhecido principalmente pelos filmes de Stuart Little, agora compete com sucesso no jiu-jitsu brasileiro. Sara Gilbert é conhecida por seu papel em Roseanne e agora é bem-sucedida como apresentadora de talk show no The Talk. Também de Rosanne, Michael Fishman continuou a trabalhar no cinema, mas nos bastidores e desde então foi nomeado para um Emmy no trabalho que fez em Sports Science. Kirsten Dunst e Lacey Chabert também fizeram a transição de uma atriz infantil para uma atriz adulta, com uma situação difícil, incluindo depressão. Após uma estadia em um centro de reabilitação, Dunst conseguiu recuperar e continuar sua carreira. Ela prova que as pressões de crescer sob os holofotes podem não vir sem repercussões.
Roddy McDowall, que teve uma carreira longa e distinta, incluindo a estrela regular da série Planet of the Apes; Micky Dolenz, que começou sua carreira como um astro infantil na década de 1950, cresceu e se tornou músico do bem-sucedido grupo pop The Monkees, dos anos 1960, que tinha seu próprio programa de televisão de sucesso; Ron Howard, que, além de ser o astro de ambos os longas séries televisivas como The Andy Griffith Show e Happy Days, tornou-se um diretor vencedor do Oscar na idade adulta; Elijah Wood, que continuou sua carreira com sucesso na idade adulta, estrelando como Frodo Baggins na série de filmes O Senhor dos Anéis e estrelando como Ryan Newman na série de TV Wilfred. Outros atores infantis que continuaram suas carreiras até a idade adulta incluem Rose Marie, Hayley Mills, Ann Jillian, Johnny Whitaker, Kathy Garver, Tim Matheson, Bonnie Franklin, Melissa Gilbert, Danielle Brisebois, Erika Eleniak, Max Pomeranc, Christina Ricci, Shelley Fabares, Candace Cameron Bure, Karron Graves, Gaby Hoffmann, Hilary Duff, Molly Ringwald, Stacy Ferguson, Jennifer Love Hewitt, Lisa Whelchel, Sarah Michelle Gellar, Soleil Moon Frye, Melissa Joan Hart, Dean Stockwell, Fred Savage, Neil Patrick Harris, Michelle Chia, Shawn Lee, Joshua Ang, Aloysius Pang, e outros vencedores e indicados ao Oscar incluem; Mickey Rooney, Judy Garland, Jake Gyllenhaal, Joaquin Phoenix, Helen Hunt, Irene Cara, Reese Witherspoon, Hilary Swank, Christian Bale, Saoirse Ronan, Leonardo DiCaprio, Elizabeth Taylor, e Brie Larson.

### Outras carreiras
Carreiras de muitos atores são de curta duração e isso também é verdade de atores infantis. Peter Ostrum, por exemplo, é agora um veterinário de animais de grande porte depois de um papel de protagonista em Willy Wonka & the Chocolate Factory. Shirley Temple tornou-se uma figura pública e diplomata. Jenny Lewis, anteriormente do filme Troop Beverly Hills, é uma conhecida cantora de indie rock.
Na Polônia, os atores gêmeos Lech e Jarosław Kaczyński tornaram-se políticos de muito sucesso, ao mesmo tempo em que Lech era presidente e Jarosław, o primeiro-ministro.